# Татарська література
Татарська література — літературні твори татарського народу.

## Середньовікова література
Див. також: Сибірсько-татарська література
Татарська література має давню історію. До впровадження друкарства стародавні татарські книги, написані арабською графікою, переписувалися від руки. Широко розповсюджувалися рукописи Корану, іншої духовної літератури, навчальні книги. Найвищого розвитку татарська рукописна книга досягла в період розквіту татарської державності — в XIV—XVI століттях.
Зараз безліч екземплярів татарських рукописних книг зберігаються в фондах бібліотек та музеїв Казані, Санкт-Петербурга, Москви і Уфи, в меншій мірі — Астрахані, Тюмені, Середній Азії, Туреччині та інших країнах, однак існує проблема нестачі досліджень в цій області, перекладів, оцифруванні.
Потрібно відзначити, що в Середньовіччі в татарських державах література інших тюркських народів вважалася «своєю», наприклад твори суфійських поетів Туркестану Ахмеда Ясави і Сулеймана Бакиргані (XII століття).
Одним з найбільш ранніх відомих нам творів національної татарської літератури вважається, написаний на початку XIII століття відомим поетом Кул Галі, поетичний твір Казка про Юсуфа.
У першій половині XVI століття, коли культура Казанського ханства переживала розквіт, творили такі автори як Мухаммед'яр, Гаріфбек, Кул Шаріф і інші. Казанський хан Мухаммед Емін, який був також і поетом, залишив вірші, в яких в гнівних тонах описує Тамерлана через руйнування ним Булгара. Перу Мухаммед'яра належать поеми «Тухфаі Мардан» («Дар чоловіків») і «Нурі содур» («Світло сердець»), в яких він оспівує справедливість і милосердя.
У другій половині XVI століття, перебуваючи в московському полоні, дипломат Аднаш ібн Адніш написав трактат «Сирадж ал-колюб» («Світоч сердець»), в якому в алегоричній формі, він розмірковує про причини поразки в 1552 році.

## Усна народна творчість
Найпоширеніші жанри татарської усної творчості — це пісні і баіти (жанрпоезії). Татарські народні пісні в більшості своїй складаються із строго римованих чотиривіршів (катренів), які при цьому за змістом не пов'язані один з одним. Навпаки, баіти і частівки, складалися на одну певну тему і являють собою цілісний твір. Багатий татарський фольклор також і приказками, прислів'ями, казками-загадками, коломийками — весільними, танцювальними і. т. д. («Епіпе», «Башмагум»).

## XVIII
Першим друкованим виданням на татарській мові став Маніфест Петра I з нагоди Перського походу, виданий в 1722 році в похідній друкарні Петра I
.
У XVIII столітті творили поети Мевле Холі і Ібатулла Ішан.

## XIX століття

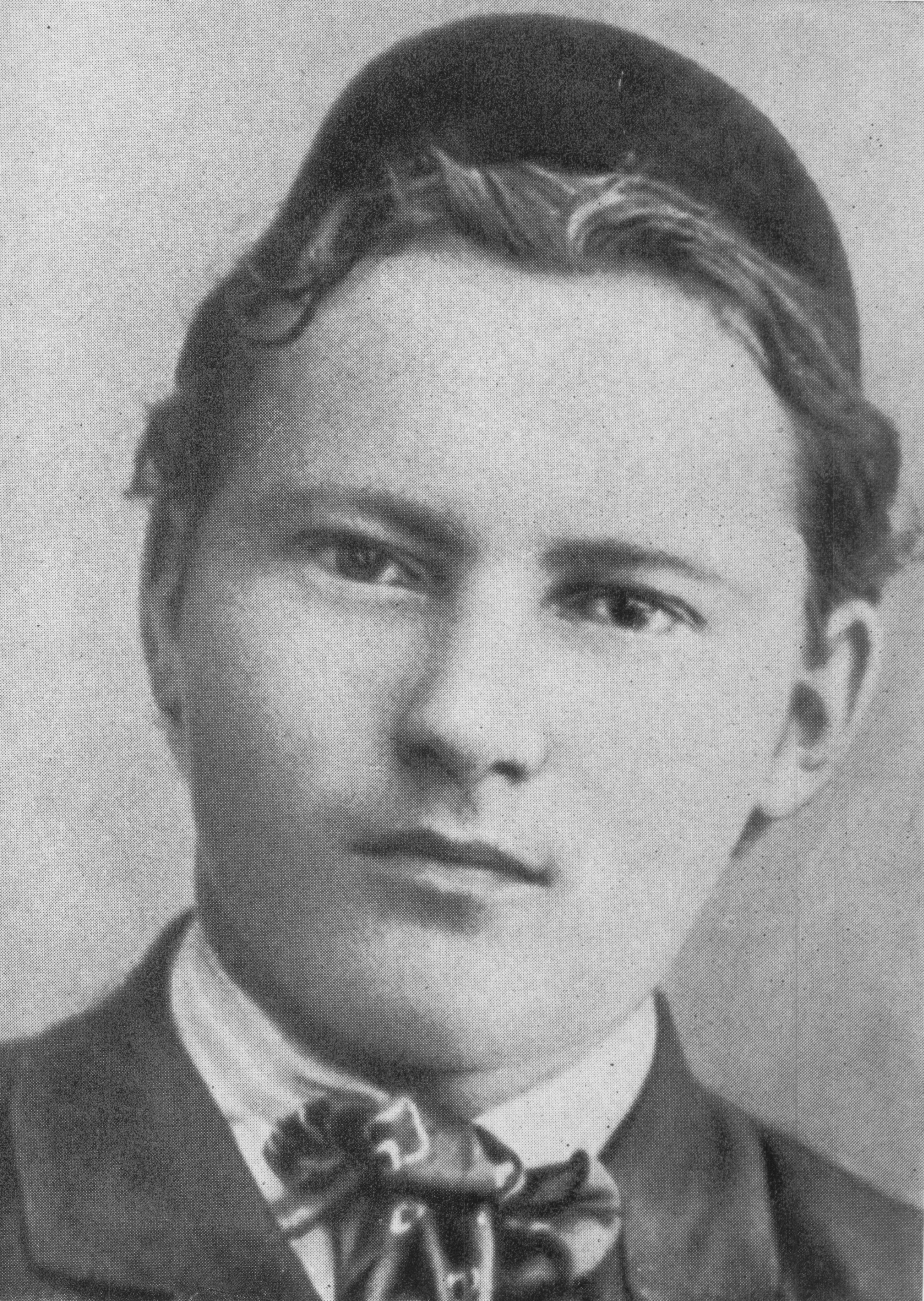
Габдулла Тукай

XIX — початок XX століття — період розквіту татарської друкованої книги. Всього за 1801—1855 роки в приватних друкарнях Казані було випущено 577 татарських книг загальним тиражем близько мільйона примірників, що склало майже третину книг, які видавалися у всіх провінційних друкарнях Росії (виключаючи Москву і Петербург). У цей період татарські видання широко розповсюджувалися і серед інших тюркських народів, які не мали своїх друкованих видань. За другу половину XIX століття у всіх 14 друкарнях Казані видано понад 500 татарських книг. Загальний тираж склав приблизно 1,5 млн примірників
.
У XIX столітті Шамсуддін Суфі виділився на тлі інших. Пізніше виділились драматург Закір Гаді, Галі Чукріджі (1826—1889), Різаеддін Фареддін (1859—1936), Муса Джаруллах Бігі (1875-?), З. Бігеєв (1870—1902), Акмулла (1831—1895), поет І. Ємельянов (1848—1895), драматурги Г. Іліасі (1856—1895), Закір Гаді і Ф. Халіді (1850—1923) і історик Мерчані Чіхабердін (1815—1889), автор «Мустіфад в абхар в Ахвалі Казань ве Булгар» (Звіт про події в Казані і Болгарі, 1864). Муса Акегітов написав перший роман, Кісамудін муллу і Г. Ільясов перший театральний начерк «Бічаров Киз» («Нещасна дівчинка»).

## XX століття
У XX столітті став відомий Галіаскар Камал (1878—1933), засновник в 1901 році газети Taarakky (Progress) і видавець Maagarif (Ілюстрація). У 1906 році він заснував газету «Азад» («Свобода») та «Азад Халик» («Вільні люди»), у 1908 по 1909 роки сатиричний журнал «Яшина» («Ілюстрація»), з 1907 по 1917 журнал «Юлдуз» («Зірка»). У 1905 році він опублікував перший сучасний роман «Татари», «Таємниці нашого міста». Він також працював з газетами «Eesh» («Робота») і «Кизил Байрак» («Червоний прапор») і перевів твори Миколи Гоголя і Максима Горького на татарську мову.
Наприкінці XIX — початку XX століття творили класик татарської та башкирської літератури Гафурі Мажит (1880—1934), етнограф Каюм Насирі (1825—1902), кряшенський поет, священик Яків Ємельянов.
У 1907 році татарським народним поетом Габдуллою Тукаєв за мотивами татарського фольклору була написана поема Шурале, також перу цього автора належить багато інших поем, в тому числі для дітей.

### Радянська література
З 1923 року по теперішній час виходить татарський щотижневий журнал сатири і гумору Чаян, що видається російською і татарською мовами.
Після революційного періоду виділяються автори Накі Ісанбет (1899—1992), поет і перекладач Пушкіна і Шекспіра; Різа Ішмуратов (1903—1995), татарський башкир, режисер татарського театру; Фатих Карім (1909—1945) — поет і партизан, з компіляцією Асаарлаар (1957); Лябіба Ейсанова (1923); Карім Тінчурін (1887—1947); Абдурахман Абсалямов (1911—1979), автор «Газінура» (1951), «Ак чааклаар» («Білі квіти», 1965) і «Мәңгелек кеше» («Вічний чоловік», 1960); Абдулла Аліш (1908—1944); Назіб Думаві; Мірсаіяф Аміров (1906?); Адель Кутуй (1903—1945); Хаді Такташ (1901—1931); Нур Баян (1905—1945); Гумер Баширов (1901—1999); Саліх Баттал (1905—1995) — перекладач Пушкіна і Маяковського; Тазі Гіззат (1895—1955); Хасан Туфан (1900—1981); прозаїк Каві Наджмі (1901—1957); Атілла Расіх (1916—1996); Ібрагім Газі (1907—1971); Міржайдар Файзі (1891—1928); Муса Джаліль (1906—1944), найвідоміший з сучасних татарських поетів, з Ільдаром (1941), «Жовтневим Балос» («Діти Жовтня»), «Кечкене Іптешлер» («Молоді товариші»), «Бараби» («Март», 1925) і «Алтинчеч» («Золотоволоска», 1941); Ахмед Файзі (1903—1958) і Фатіх Хусні (1908—1996).
Пізніше з'являться нові автори, такі як Н. Нандімі (1901—1957), Гаріф Губай (1907), Рафаїл Тудж Ватуллін (1924), Рінат Ярісов (1941), Аяз Гілязов (1928—2002) і Туфан Мінуллін (1935—2012) ; Муджаміт Садрі (1913); Тауфік Айді (1941—2001), автор книг «Кайда да кадерле» («Визнаний, де ви знаходитеся», 1984), «Безге булди» («Що відбувається з нами», 1991) і «Елан Уге» («Підроблений язик змії», 1991).

## Деякі відомі татарські письменники і поети
- Амірхан Фатіх Заріфович (1886—1926)
- Аблеєв Мухамет Шаріфович (1900—1941)
- Башіров Гумер Башірович (1901—1999)
- Єнікеєв Амірхан Нігметзянович (псевдонім Єнікі) (1909—2000)
- Єрікеєв Ахмед Фазилович (1902—1967)
- Ібрагімов Галімджан Гірфанович (1887—1938)
- Ісхакі Гаяз (1878—1954)
- Камал Галіасгар (Камалетдінов) (1879—1933)
- Камал Шаріф Камалетдінович (Байгільдієв) (1884—1942)
- Мударріс Шараф (1919 – 1963)
- Рамеєв Закір Садикович (1859—1921)
- Рамієв Сагіт Лутфуллович (1880—1926)
- Габдулла Тукай (Тукаєв) (1886—1913)
- Фахретдінов Різаітдін Фахретдінович (1859—1936)
- Хаді Такташ (Такташев) (1901—1931)
- Хакім Сібгат Тазієвич (Хакімов) (1911—1986)
- Каюм Насирі (1825—1902)
- Мажіт Гафурі (1880—1934)
- Муса Джаліль (Джалілов) (1906—1944)
- Неби Деулі (1910—1989)
- Хасан Туфан (1900—1981)